# Стоимен Момчилов
Стоимен Стаменов Момчилов е български политик от БКП, партизански деец и офицер от БНА.
Роден е в босилеградското село Горно Ръжене. Има завършено висше образование по администрация. Член е на БЗНС от 1931 г. През 1941-1944 г. е ятак. От 27 ноември 1944 – зам.командир на политическа част на 5-и артилерйски полк.